# District de Niedersimmental
Entités précédentes :
- Châtellenie de Niedersimmental

Entités suivantes :
- Arrondissement administratif de Frutigen-Bas-Simmental
- Arrondissement administratif de Thoune

Le district de Niedersimmental est l’un des 26 districts du canton de Berne en Suisse. La commune de Wimmis est le chef-lieu du district. Sa superficie est de 319 km² et compte neuf communes:
- CH-3763 Därstetten
- CH-3754 Diemtigen
- CH-3762 Erlenbach im Simmental
- CH-3632 Niederstocken
- CH-3632 Oberstocken
- CH-3765 Oberwil im Simmental
- CH-3647 Reutigen
- CH-3700 Spiez
- CH-3752 Wimmis